# Paola Fantato
Paola Fantato (* 13. September 1959 in Zevio, Provinz Verona) ist eine italienische Bogenschützin und Paralympics-Siegerin.
Im Alter von acht Jahren wurde bei Fantato Polio diagnostiziert, seit diesem Zeitpunkt ist sie auf einen Rollstuhl angewiesen. In den 1980er Jahren begann sie Bogenschießen zu trainieren und war schon bald bei entsprechenden Wettbewerben erfolgreich. Bei den Sommer-Paralympics 1988 in Seoul gewann sie eine Bronzemedaille und vier Jahre später gewann sie schließlich Gold. 1996 nahm sie als Mitglied der italienischen Olympischen Mannschaft an den Olympischen Sommerspielen in Atlanta teil.
Zwischen 1988 und 2004 gewann Fantato insgesamt fünfmal Gold, einmal Silber und zweimal Bronze.

## Erfolge
- Sommer-Paralympics 1988 Bronze (Women's Double FITA Round 2-6)
- Sommer-Paralympics 1992 Gold (Women's Individual AR2)
- Sommer-Paralympics 1996 Bronze (Women's Individual W2)
- Sommer-Paralympics 1996 Gold (Women's Teams open)
- Sommer-Paralympics 2000 Gold (Women's Individual W1/W2)
- Sommer-Paralympics 2000 Gold (Women's Teams open)
- Sommer-Paralympics 2004 Gold (Women's Individual W1/W2)
- Sommer-Paralympics 2004 Silber (Women's Teams open)